# Бом, Ян
Ян Бом (нидерл. Jan Bom; 3 ноября 1915 года — 7 марта 2001 года) — нидерландский шашист, бронзовый призёр чемпионата мира 1956 года, чемпион Нидерландов 1941  года, серебряный призёр 1935, 1954, 1956, 1959, 1960, 1964 годов, бронзовый призёр 1939, 1953, 1962 годов. Участник чемпионатов мира 1956 (3 место), 1960 (7 место) и 1964 (6 место) годов. В чемпионатах страны принимал участие с 1935 по 1969 годы. Национальный гроссмейстер.
Член (с 17 апреля 1954 года) символического клуба победителей чемпионов мира Роба Клерка.